# Condition Critical
Condition Critical es el cuarto álbum de la banda Quiet Riot, editado en 1984 por Pasha Records. 
Este es el primer LP lanzado después de su exitoso Metal Health. 

## Detalles
Este álbum no fue tan exitoso como su predecesor ni en cuanto a la reacción de los fans, ni en cuanto a ventas, a pesar de que ha vendido más de 3 millones de copias, alcanzando el puesto nº 15 en la lista de álbumes Billboard de EE. UU. 
Es famosa la lapidaria reseña de la revista Rolling Stone acerca de este LP, la cual constó de dos palabras: "Condición terminal".
Al igual que el anterior álbum de la banda, este disco también incluyó una versión del grupo Slade, "Mama Weer All Crazee Now", que se transformó en el hit del LP.
El mismo hombre con un rostro de metal en blanco y negro, y de camisa con rayas de la cubierta del último disco está en la portada de este.
"Stomp Your Hands, Clap Your Feet", fue el título americano del álbum de Slade Old New Borrowed and Blue, de 1974.

## Lista de canciones
Todas las canciones escritas por Kevin DuBrow, excepto donde se indica.
1. "Sign of the Times" – 5:03 (Carlos Cavazo, Kevin DuBrow)
2. "Mama Weer All Crazee Now" – 3:38 (Noddy Holder, Jim Lea)
3. "Party All Night" – 3:32
4. "Stomp Your Hands, Clap Your Feet" – 4:38
5. "Winners Take All" – 5:32
6. "Condition Critical" – 5:02 (DuBrow, Cavazo, Frankie Banali)
7. "Scream and Shout" – 4:01 (DuBrow, Cavazo, Rudy Sarzo)
8. "Red Alert" – 4:28
9. "Bad Boy" – 4:21
10. "(We Were) Born to Rock" – 3:34

## Posiciones
| Listas (1984)                     | Posiciones | Semanas Totales |
| --------------------------------- | ---------- | --------------- |
| Lista de álbumes de Canadá        | 14         | 18              |
| Lista de álbumes de Alemania      | 42         | ?               |
| Lista de álbumes de Nueva Zelanda | 35         | 3               |
| Lista de álbumes de Noruega       | 13         | 6               |
| Lista de álbumes de Suecia        | 18         | 4               |
| Lista de Álbumes del Reino Unido  | 71         | 1               |
| U.S. Billboard Hot 200            | 15         | 15              |

## Créditos
- Kevin DuBrow – Vocalista
- Carlos Cavazo – Guitarras
- Rudy Sarzo – Bajo
- Frankie Banali – Batería

## Producción
- Spencer Proffer - Productor